# Каунасские говоры

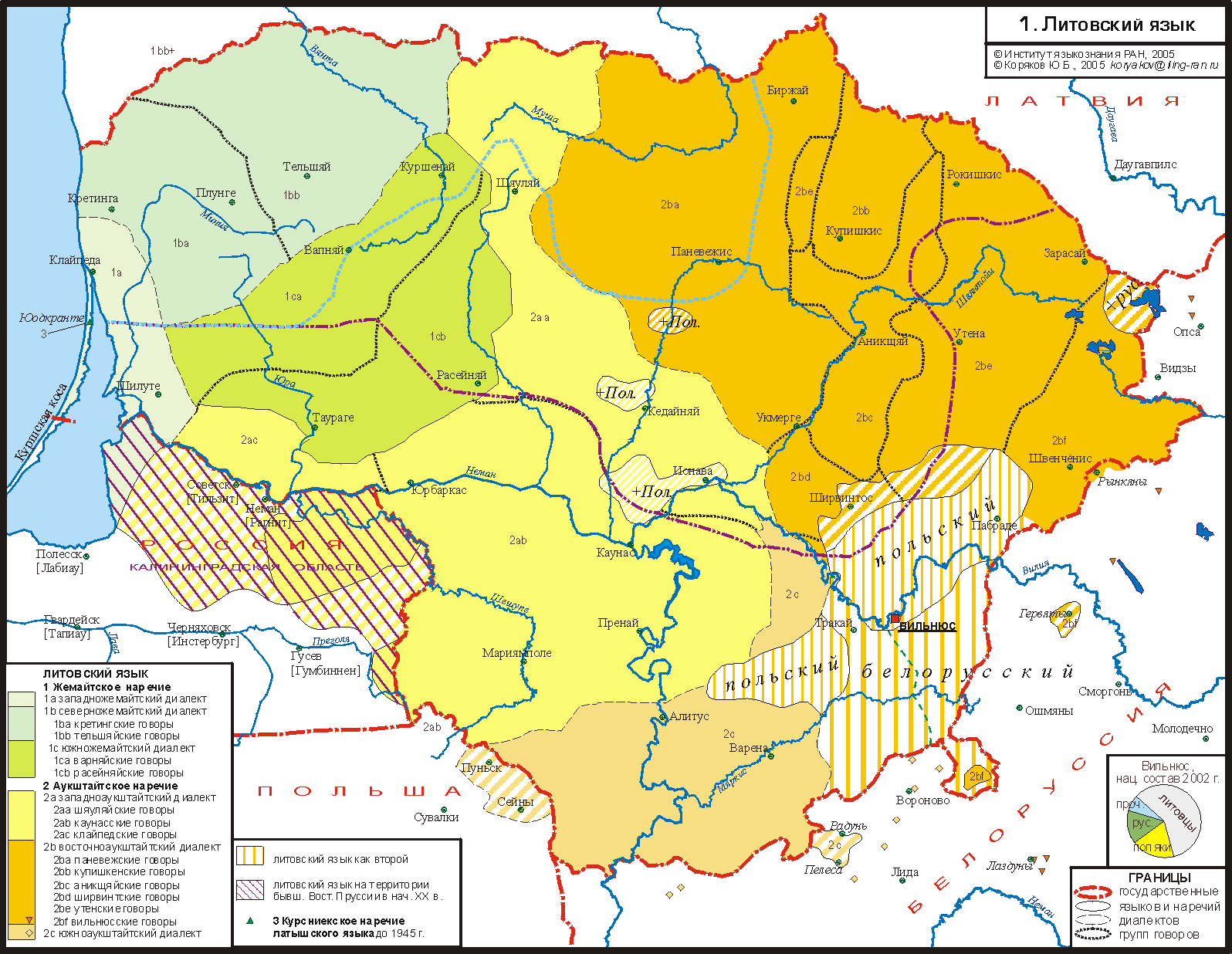
Ареал каунасских говоров на карте распространения литовского языка (по данным классификации 1964 года)

Ка́унасские го́воры (также южные западноаукштайтские, сувалкяйские, сувалкские, сувалкийские, сувалькийские, среднеаукштайтские, веленско-владиславовские говоры; лит. kauniškiai, suvalkiečiai, латыш. kauņas izloksne) — говоры аукштайтского (верхнелитовского) наречия, распространённые в центральной и юго-западной части территории Литовской Республики, а также в некоторых приграничных с Литвой районах России (в Калининградской области). Входят вместе с шяуляйскими говорами в состав западноаукштайтского диалекта, одного из трёх аукштайтских диалектов наряду с восточноаукштайтским и южноаукштайтским.
На каунасских говорах базируется современный литовский литературный язык. С XVIII века каунасские говоры начали преобладать в системе развивающегося литовского литературного языка над остальными литовскими говорами. В конце XIX — начале XX века большинство языковых черт каунасских говоров окончательно вытеснило все прочие варианты и закрепилось в литературной норме.
В западной части Литвы, в юго-восточных районах бывшего Мемельского (Клайпедского) края, которые входили в состав Восточной Пруссии (до 1923 года), иногда особо выделяют клайпедско-аукштайтские говоры.

## Область распространения
Ареал каунасских говоров охватывает историко-этнографическую область Сувалкию и восточную часть историко-этнографической области Малая, или Прусская, Литва.
Согласно современному административно-территориальному делению Литвы ареал каунасских говоров занимает территорию Мариямпольского уезда, бо́льшую часть территории Каунасского уезда (кроме его северных районов), а также южную часть территории Таурагского уезда. Западная окраина области распространения каунасских говоров расположена в приграничных с Литвой северо-восточных районах Калининградской области Российской Федерации.
Ареал западноаукштайтского диалекта на севере и северо-востоке граничит с областью распространения шяуляйских говоров западноаукштайтского диалекта, на востоке и юге — южноаукштайтского (дзукийского) диалекта, а также с ареалом польских говоров, распространённых чересполосно с литовскими. С юго-запада к ареалу каунасских говоров примыкают ареалы польского и русского языков, с запада — ареал западножемайтского диалекта, с северо-запада — ареал расейняйских говоров южножемайтского диалекта.
До 1945 года к области распространения каунасских говоров с запада и юго-запада примыкал ареал прусско-литовских, или малолитовских, западноаукштайтских говоров, сохранявших самую архаичную модель литовского языка. Малолитовские говоры складывались, начиная с XV—XVI веков, в северных и северо-восточных районах Восточной Пруссии на основе говоров литовских переселенцев из Восточной Жемайтии и Центральной Литвы. С середины XVI века в Прусской Литве в ареале малолитовских говоров формировался один из вариантов старого письменного литовского языка, так называемая западная, или прусская, форма. В нормализации этой письменной формы значительную роль сыграли грамматики Д. Клейна («Grammatica Lituanica», 1653—1654 годы).

## Диалектные особенности
Каунасские говоры являются наиболее консервативными литовскими говорами, в основном в отношении просодической системы, так как в них не происходит передвижение ударения и долгие гласные отличаются от кратких даже в безударной позиции. Несмотря на то, что языковая система каунасских говоров наиболее близка языковой системе литературного языка, поскольку их фонетические и морфологические элементы составили основу последнего, всё же между каунасскими говорами и литературной нормой литовского языка имеется ряд различий.